# Oreneta de cova
L'oreneta de cova (Petrochelidon fulva) és una espècie d'ocell de la família dels hirundínids (Hirundinidae). Es troba a Mèxic el sud dels Estats Units i a les Grans Antilles. Els seus hàbitats principals són les praderies i matollars tropicals i subtropicals, les praderies temperades, les terres llaurades i les àrees urbanes. El seu estat de conservació es considera de risc mínim.